# 塩化ニトロイル
塩化ニトロイル（えんかニトロイル、英語: nitryl chloride）は、化学式が ClNO
2 で表される揮発性の無機化合物である。標準状態では気体である。

## 合成
五酸化二窒素と塩化物または塩化水素との反応で合成できる。
N2O5 + 2HCl → 2ClNO2 + H2O
N2O5 + NaCl → ClNO2 + NaNO3

## 反応
ラジカル反応でオレフィンに付加する。